# Titicacakikker
De Titicacakikker (Telmatobius culeus) is een kikker uit de familie Telmatobiidae. De kikker werd lange tijd tot de familie Ceratophryidae gerekend. De soort werd voor het eerst wetenschappelijk beschreven door Samuel Garman in 1875. Oorspronkelijk werd de wetenschappelijke naam Cyclorhamphus culeus gebruikt.

## Uiterlijke kenmerken
Telmatobius culeus heeft een kop-romplengte van ongeveer 150 mm. De snuit is rondvormig. De ogen zijn relatief klein en een trommelvlies is niet aanwezig in het oor. De huid is nagenoeg glad en lijkt los te zitten van het lichaam. Hij komt veel voor in water met heel weinig zuurstof, en die loshangende flappen huid helpen hem extra zuurstof uit het water te halen.
Het lichaam heeft een olijfgroene tot donker bruine kleur, maar de buik is crèmekleurig.

## Leefwijze
Deze volledig aquatische soort kan goed zwemmen en duiken dankzij de zwemvliezen aan de achterpoten. De gaswisseling vindt plaats door de huid, die in oppervlak vergroot is door middel van huidplooien. De huid bevat veel bloedvaten en het bloed is rijk aan rode bloedcellen.

## Verspreiding en leefgebied
De soort komt voor in Zuid-Amerika, en is alleen bekend uit enkele hooggelegen meren in Peru en Bolivia, zoals het koude, zuurstofarme Titicacameer op de grens van Peru en Bolivia.
In de tweede helft van 2016 werden zo'n 10.000 kikkerlijken aangetroffen in de Coatarivier, die uitmondt in het Titicacameer. De kikkers zouden het slachtoffer zijn van het vervuilde water. De bevolking rond het meer nam de voorbije twintig jaar sterk toe en daarmee ook de vervuiling. Bovendien worden de kikkers plaatselijk beschouwd als een lekkernij, waardoor er erg op gejaagd wordt.

## Voortplanting
De reproductie wordt door Telmatobius culeus uitgevoerd in de ondiepe wateren vlak langs de oever van het meer.